# Kinh tế Việt Nam Dân chủ Cộng hòa
Kinh tế Việt Nam Dân chủ Cộng hòa là nền kinh tế chỉ huy theo mô hình xã hội chủ nghĩa của Liên Xô được áp dụng ở phía bắc vĩ tuyến 17, trong khu vực thuộc quyền kiểm soát của Việt Nam Dân chủ Cộng hòa từ năm 1954 đến 1976. Mô hình này sau cũng được đem thực hiện ở cả phía nam vĩ tuyến 17, tức là trên toàn bộ lãnh thổ Cộng hòa Xã hội Chủ nghĩa Việt Nam, cho tới năm 1986 thì chuyển sang kinh tế thị trường định hướng xã hội chủ nghĩa.

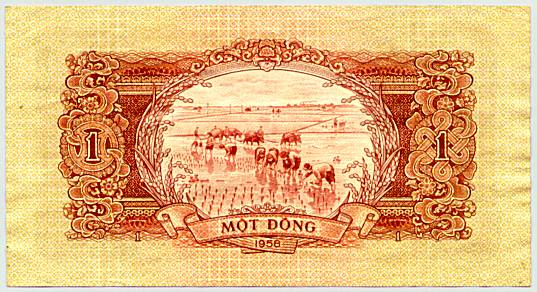
Tiền giấy mệnh giá một đồng phát hành năm 1958

Chủ trương của Đảng Lao động Việt Nam là phát triển kinh tế với hai mục tiêu: 1) Đưa Miền Bắc tiến lên chủ nghĩa xã hội và 2) Miền Bắc là hậu phương của phong trào đấu tranh giải phóng Miền Nam.
Kinh tế Việt Nam Dân chủ Cộng hòa có ba thành phần chính: 1) nông nghiệp, 2) công nghiệp và thủ công nghệ, 3) thương nghiệp và viện trợ của quốc tế.
Trong giai đoạn 1955-1975, kinh tế Việt Nam Dân chủ Cộng hòa phát triển bình quân mỗi năm 6% (GDP đầu người bình quân năm tăng khoảng 3%), trong khi kinh tế Việt Nam Cộng hòa phát triển trung bình 3,9%/năm (bình quân đầu người tăng 0,8%). Tính trung bình cả nước thì GDP đầu người tăng 1,9%/năm.

## Tổng quan
Trong thời kỳ 1955-1975, Việt Nam bị chia cắt làm hai phần, ở miền Bắc là chính phủ Việt Nam Dân chủ Cộng hòa, còn ở miền Nam tồn tại song song hai chính thể Việt Nam Cộng hòa và Cộng hòa miền Nam Việt Nam.Tuy nhiên lãnh thổ miền Nam Việt Nam khi đó là chia làm 2 vùng: Việt Nam Cộng hòa kiểm soát và do Cộng hòa miền Nam Việt Nam kiểm soát, mỗi vùng có nền kinh tế riêng. Tuy nhiên, để việc tính toán trở nên đơn giản thì trong nhiều tài liệu kinh tế học cũng như trong bài viết này, tất cả hoạt động kinh tế ở phía Nam vĩ tuyến 17 sẽ được gọi là "kinh tế Việt Nam Cộng hòa".
Tổng sản phẩm nội địa (GDP) của Việt Nam Cộng hòa và Việt Nam Dân chủ Cộng hòa giai đoạn 1955-1975 được ghi tại bảng dưới đây (đơn vị: triệu USD, tính theo thời giá 2015).
| Năm                       | 1956   | 1958   | 1960   | 1963   | 1965   | 1967  | 1968  | 1970   | 1972   | 1973   | 1974   |
| ------------------------- | ------ | ------ | ------ | ------ | ------ | ----- | ----- | ------ | ------ | ------ | ------ |
| Việt Nam Cộng hòa         | 11.283 | 12.714 | 15.274 | 16.422 | 13.515 | -     | -     | 10.917 | 9.140  | 10.030 | 10.285 |
| Việt Nam Dân chủ Cộng hòa | 2.587  | -      | 4.113  | 4.702  | 6.000  | 6.406 | 6.983 | 10.689 | 11.313 | 11.145 | 11.422 |

Ở thời điểm 1956, Tổng sản phẩm nội địa (GDP) của Việt Nam Cộng hòa cao gấp 5 lần so với Việt Nam Dân chủ Cộng hòa. Có sự chênh lệch lớn này là do lãnh thổ miền Bắc Việt Nam bị tàn phá nặng nề trong Chiến tranh Đông Dương, trong khi lãnh thổ miền Nam ít bị chiến tranh tàn phá hơn. Tuy nhiên, trong giai đoạn 1955-1970, khoảng cách này dần bị thu hẹp, đặc biệt là kể từ năm 1963, khi kinh tế Việt Nam Cộng hòa suy thoái nhiều năm liền. Đến năm 1972 trở về sau thì tổng sản phẩm nội địa (GDP) của Việt Nam Dân Chủ Cộng hòa đã cao hơn so với Việt Nam Cộng hòa
GDP bình quân đầu người của Việt Nam Cộng hòa và Việt Nam Dân chủ Cộng hòa giai đoạn 1955-1975 được ghi tại bảng dưới đây (đơn vị: USD/người/năm):
| Năm                       | 1956 | 1958 | 1960 | 1962 | 1964 | 1966 | 1968 | 1970 | 1972 | 1974 |
| ------------------------- | ---- | ---- | ---- | ---- | ---- | ---- | ---- | ---- | ---- | ---- |
| Việt Nam Cộng hòa         | 62   | 88   | 105  | 100  | 118  | 100  | 85   | 81   | 90   | 65   |
| Việt Nam Dân chủ Cộng hòa | 40   | 50   | 51   | 68   | 59   | 60   | 55   | 60   | 60   | 65   |

Giai đoạn đầu 1955-1963, Việt Nam Dân chủ Cộng hòa có mức tăng trưởng kinh tế cao (GDP bình quân đầu người tăng 1,7 lần). Giai đoạn thứ 2 là năm 1964 tới 1975, kinh tế Việt Nam Dân chủ Cộng hòa tăng trưởng bấp bênh bởi các chiến dịch ném bom của Hoa Kỳ cho đến khi chiến tranh kết thúc.

## Nông nghiệp
Sau khi Cách mạng tháng Tám thành công, ngày 2/9/1945, Chủ tịch Hồ Chí Minh đọc Tuyên ngôn độc lập khai sinh ra nước Việt Nam Dân chủ Cộng hòa. Trong thời kỳ này (1946-1954) kinh tế nông thôn và sản xuất nông nghiệp có vị trí đặc biệt quan trọng. Chính phủ đã từng bước thực hiện các chính sách về ruộng đất, giảm tô, giảm tức. Năm 1949, sắc lệnh giảm tô, giảm tức được ban hành, đồng thời tạm cấp ruộng đất thu được của thực dân Pháp và địa chủ bỏ chạy vào vùng địch tạm chiếm chia cho nông dân nghèo. Sản lượng lương thực năm 1954 đạt gần 3 triệu tấn, tăng 13,7% so với năm 1946, tốc độ tăng giá trị sản lượng nông nghiệp ở miền Bắc trong 9 năm kháng chiến đạt 10%/năm.
Sau chiến tranh Đông Dương, nông nghiệp, ngành kinh tế chủ yếu của miền Bắc, có hơn 1.400.000 hécta đất bị bỏ hoang, hàng chục vạn nông dân không nhà ở, nhiều công trình thủy lợi bị thực dân Pháp tàn phá, hàng chục vạn trâu bò bị giết... Hệ thống giao thông và cơ sở hạ tầng nói chung bị tàn phá nghiêm trọng. Trong năm 1954 và đầu năm 1955, Chính phủ và Quốc hội ra chỉ thị, chủ trương khôi phục kinh tế. Kế hoạch khôi phục kinh tế trong 3 năm (1955-1957) là phấn đấu đạt các chỉ tiêu kinh tế trước chiến tranh.
| Số liệu thóc lúa 1958-1974 của VNDCCH | Số liệu thóc lúa 1958-1974 của VNDCCH | Số liệu thóc lúa 1958-1974 của VNDCCH | Số liệu thóc lúa 1958-1974 của VNDCCH |
| Năm                                   | Thóc (triệu tấn)                      | Thóc (kg/người)                       | Năng suất ruộng (100 kg thóc/ha)      |
| ------------------------------------- | ------------------------------------- | ------------------------------------- | ------------------------------------- |
| 1955                                  | 3,76                                  | 278,5                                 | 15,6                                  |
| 1957                                  | 3,85                                  | 270,5                                 | 17,6                                  |
| 1958                                  | 4,58                                  | 304                                   | 20,4                                  |
| 1959                                  | 5,19                                  | 335                                   | 22,9                                  |
| 1960                                  | 4,18                                  | 261                                   | 18,4                                  |
| 1961                                  | 4,39                                  | 281                                   | 18,4                                  |
| 1962                                  | 4,39                                  | 256                                   | 18,2                                  |
| 1963                                  | 4,11                                  | 232                                   | 17,4                                  |
| 1964                                  | 4,43                                  | 243                                   | 18,2                                  |
| 1965                                  | 4,55                                  | 240                                   | 19,0                                  |
| 1966                                  | 4,13                                  | 212                                   | 17,3                                  |
| 1967                                  | 4,29                                  | 214                                   | 19,6                                  |
| 1968                                  | 3,71                                  | 179                                   | 17,8                                  |
| 1969                                  | 3,91                                  | 184                                   | 18,2                                  |
| 1970                                  | 4,46                                  | 204                                   | 20,2                                  |
| 1971                                  | 4,12                                  | 184                                   | 19,9                                  |
| 1972                                  | 4,92                                  | 215                                   | 22,4                                  |
| 1973                                  | 4,47                                  | 190                                   | 21,4                                  |
| 1974                                  | 5,49                                  | 228                                   | 24,2                                  |
| 1975                                  | 4,78                                  | 194                                   | 21,2                                  |

### Giai đoạn I
Nông nghiệp của Miền Bắc biến đổi qua ba giai đoạn bắt đầu với cuộc Cải cách ruộng đất thực hiện trong năm đợt trước khi chấm dứt năm 1956. Sự kiện này truất hữu 810.000 hécta ruộng đất, hơn 106.448 trâu bò và 148.565 căn nhà. Tổng số diện tích này được chia lại cho 2.104.108 hộ nông dân, bình quân mỗi hộ nông dân được phát gần 0,4 hécta đất. Tuy nhiên một hậu quả khắc nghiệt của cuộc Cải cách ruộng đất này là thành phần bị quy là địa chủ bị bắt giam hoặc xử bắn, con số lên đến hàng nghìn người, khiến chính phủ phải đứng ra nhận lỗi và tiến hành chiến dịch sửa sai. Ở nông thôn, giai cấp địa chủ bị xóa bỏ, ruộng đất hoàn toàn là công hữu.

### Giai đoạn II
Giai đoạn thứ nhì "tiến lên chủ nghĩa xã hội" của nông nghiệp bắt đầu năm 1958 sau khi Ban Chấp hành Trung ương Đảng Lao động Việt Nam quyết nghị đẩy mạnh phong trào hợp tác xã. Theo đó, các tư liệu sản xuất như ruộng đất, trâu bò, cày bừa đều là sở hữu tập thể.
Tính đến cuối năm 1960 thì hơn 85,8% nông dân đã vào hợp tác xã sơ cấp, vượt chỉ tiêu của Đảng. Trên giấy tờ thì việc gia nhập hợp tác xã là hoàn toàn "tự nguyện" nhưng việc thực hành có phần áp đặt. Mười lăm năm sau, tức 1975 thì 93,1% nông dân ở Miền Bắc hoạt động kinh tế trong khuôn khổ hợp tác xã. Nông dân được quyền giữ lại 5% diện tích canh tác trong phạm vi gia đình còn 95% xung vào đất của hợp tác xã. Tuy nhiên diện tích 5% đó, có tên là "đất năm phần trăm" cung cấp 30-40% lợi nhuận cho xã viên. Mảnh đất tư canh 5% này sau chiếm 60-75% thu nhập của nông dân mặc dù phần đất này không được chính quyền hỗ trợ hay cung cấp vật liệu.
Sau 3 năm khôi phục kinh tế (1955-1957), diện tích gieo trồng tăng 23,5%, năng suất lúa tăng 30,8%, sản lượng lương thực tăng 57%, lương thực bình quân đầu người tăng 43,6%, đàn trâu tăng 44,2%, đàn bò tăng 39%, đàn lợn tăng 20%. Về các cây công nghiệp, hầu hết đều vượt mức năm 1939, riêng bông gấp 3 lần, lạc gấp 3,5 lần, đay gấp 1,5 lần. Đến năm 1957, nền kinh tế miền Bắc được phục hồi vượt mức cao nhất dưới thời Pháp thống trị (1939).
Trong giai đoạn 1955-1959, sản lượng lương thực quy thóc từ 3,76 triệu tấn năm 1955 tăng lên 5,19 triệu tấn năm 1959. Đầu năm 1965 đã xây dựng được 3.139 điểm cơ khí nhỏ, 7 trạm và 32 đội máy kéo, 33 công trình thủy lợi lớn, 1.500 công trình vừa và nhỏ được khôi phục và xây dựng, bảo đảm tưới tiêu chủ động cho hơn 500.000 ha diện tích trồng trọt. Nông nghiệp miền Bắc từ một nền nông nghiệp lạc hậu, độc canh, năng suất thấp dần dần trở thành một nền nông nghiệp được cơ khí hóa. Năm 1965, miền Bắc chỉ có 7 huyện và 640 hợp tác xã đạt mức sản lượng 5 tấn/ha/năm thì đến năm 1967 tăng lên 30 huyện và 2.628 hợp tác xã đạt đến mức sản lượng trên. Tỉnh Thái Bình, huyện Thanh Trì (Hà Nội), huyện Đan Phượng (Hà Tây) trở thành "quê hương 5 tấn" đầu tiên..
| Nguồn thu nhập của xã viên qua các thời kỳ | Nguồn thu nhập của xã viên qua các thời kỳ | Nguồn thu nhập của xã viên qua các thời kỳ | Nguồn thu nhập của xã viên qua các thời kỳ |
| Năm                                        | Hợp tác xã                                 | Đất 5% tư canh                             | Nguồn khác (nghề thủ công, chạy chợ)       |
| ------------------------------------------ | ------------------------------------------ | ------------------------------------------ | ------------------------------------------ |
| 1961-1965                                  | 40,39%                                     | 51.30%                                     | 8,32%                                      |
| 1966-1970                                  | 34,53%                                     | 54,48%                                     | 10,99%                                     |
| 1971-1975                                  | 35,45%                                     | 52,40%                                     | 12,15%                                     |

Giai đoạn 1960-1976, cho dù diện tích canh tác lớn rộng thêm nhưng năng suất nông nghiệp ở Miền Bắc giảm nhiều. Với các đợt oanh tạc của Mỹ, từ khoảng năm 1964 nông nghiệp bước vào thời kỳ rất khó khăn. Chiến tranh ảnh hưởng không nhỏ trên tiềm năng sản xuất nông nghiệp, hàng vạn thanh niên nhập ngũ, gây ra một giảm sút lớn lực lượng lao động nông nghiệp. Thêm vào đó, để đối phó với nhu cầu tối khẩn của chiến tranh, chính phủ phải cắt giảm ngân sách dành cho nông nghiệp đến mức còn không đủ cho việc sửa chữa máy móc nông cụ để duy trì mức sản lượng đã đạt từ trước. Quy ra từng đầu người thì số thóc giảm dần từ 335 kg/người (1959 thời điểm thực hiện hợp tác xã) xuống còn 254 kg/người phần vì dân số gia tăng nhanh (từ 13,5 triệu năm 1955 lên 24,55 triệu năm 1975) trong khi mức sản xuất trì trệ. Năm 1975, năm cuối cùng trước khi thống nhất với Miền Nam thì lượng thóc giảm còn 194 kg/người. Lương thực phải trông vào hoa màu phụ như ngô, sắn và khoai lang mới đủ. Thời kỳ 1965-1975 Miền Bắc phải nhập khẩu 15% nhu cầu lương thực để bù khoản thiếu.
Hợp tác xã lúc đầu ở cấp thôn với vài chục hộ, sau gom lại lớn hơn ở cấp xã gồm hàng trăm hộ, canh tác khoảng 100 hécta. Thành viên hợp tác xã, gọi là "xã viên" đi làm được tính công điểm. Đến cuối hạn mùa gặt thì được chia khẩu phần và lợi nhuận theo số điểm. Hợp tác xã trở thành đơn vị sản xuất chính ở nông thôn. Nhưng sau khi chiến tranh kết thúc năm 1975, mô hình này bộc lộ nhiều yếu kém. Đơn vị kinh tế này không cung cấp được 50% thu nhập của xã viên. Nông dân lại trở thành người làm công cho hợp tác xã thay vì làm chủ.
Về mặt lợi nhuận, nhà nước trưng thu một phần nông sản dưới dạng thuế nông nghiệp (thu bằng sản vật), có thời ấn định thấp nhất là 5% và cao nhất là 45%, năm 1959 đặt tối đa 25%.
Tỉnh Vĩnh Phú năm 1966 đã cố gắng khai phá với hình thức khoán hộ, tục gọi là khoán chui để gia tăng sản xuất. Theo đó thì hợp tác xã giao đất và dụng cụ lại cho nông dân canh tác riêng. Nhà nông sau khi thu hoạch sẽ góp lại một phần cho hợp tác xã. Phần thặng dư thì nông dân hưởng. Tuy nhiên phương thức này bị Chủ tịch Quốc hội Trường Chinh lên án là trái với nguyên tắc xã hội chủ nghĩa và Bí thư Tỉnh ủy Vĩnh Phú là Kim Ngọc bị kỷ luật.

### Giai đoạn III
Ngoài hợp tác xã, nhà nước còn lập ra nông trường, một đơn vị do chính nhà nước quản lý. Diện tích nông trường lớn hơn hợp tác xã và chuyên canh tác các loại cây công nghiệp dùng xuất khẩu. Nông trường dưới sự sở hữu của nhà nước thuộc mô hình của giai đoạn thứ ba khi sở hữu tập thể chuyển sang quốc hữu hóa.

## Công nghiệp
Sau chiến tranh chống Pháp, nền công nghiệp bị tàn phá và sút giảm mạnh (năm 1955 so với năm 1939, giá trị tổng sản lượng công nghiệp giảm 60,1%, sản lượng xi măng giảm 14,4%, than giảm 74,4%, muối giảm 33,5%, rượu giảm 65,3%...).
So với nông nghiệp, Việt Nam Dân chủ Cộng hòa chủ trương coi trọng công nghiệp nhất là dưới diện quốc doanh. Kế hoạch 5 năm 1961-1965 đề ra chỉ tiêu tăng sản lượng công nghiệp 150% so với năm 1960. Các xưởng hãng tư nhân bị loại dần, đến năm 1964 thì chỉ còn xí nghiệp quốc doanh hoạt động.
Vì được ưu tiên theo mô hình kinh tế của Liên Xô, ngành công nghiệp thu hút 49% vốn nhà nước so với 22% chi cho nông nghiệp. Trong ngành công nghiệp lại chia thành hai hạng: A và B. A là công nghiệp nặng như điện lực, luyện kim, hóa chất, và khoáng sản. Nhóm A chiếm 80% ngân sách. B là công nghiệp nhẹ dùng sản xuất các mặt hàng tiêu dùng, được chi 20%. Kết quả là công nghiệp phát triển mạnh mẽ, tăng trưởng 18% mỗi năm trong năm năm 1960-1964. Số công nhân cũng tăng lên hơn một triệu nhưng lại kéo theo nhu cầu lương thực trong khi nông nghiệp không đủ cung ứng. Ngoài ra vì chỉ tiêu sản xuất công nghiệp không căn cứ theo mức tiêu thụ nên một mặt gây ra thặng dư lãng phí trong khi hàng hóa khác thiếu hụt, khan hiếm. Vì chú tâm vào việc phát triển công nghiệp nặng trong khi công nghiệp nhẹ và nông nghiệp lại thiếu đầu tư, nền kinh tế thiếu quân bình khiến Trường Chinh sau phải nhận xét là "sai lầm ấu trĩ tả khuynh".
Năm 1958, nhà máy Chiến Thắng chế tạo thử nghiệm chiếc ôtô 4 chỗ ngồi đầu tiên do Việt Nam tự làm ra. Nó trông giống loại Matxcơvic của Liên Xô lúc bấy giờ. Chiếc Fregate chạy bằng xăng của Pháp được đem ra làm mẫu. Các bộ phận như thân máy, nắp máy, chế hòa khí, bơm xăng, bơm dầu được các thợ cơ khí tạo khuôn mẫu trước, sau đó đúc gang rồi mới đưa ra cắt gọt, gia công cơ khí cho thật tinh xảo. Có những chi tiết phải đúc đi, đúc lại rất nhiều lần mới thành công. Có một số chi tiết không thể làm được và phải lắp đồ ngoại là: nến điện, dây điện, hệ thống đồng hồ và chỉ thị, bóng điện, hệ thống kính, săm lốp và vòng bi. Tỷ lệ nội địa hóa của xe đạt tới 80%. Ngày 21/12/1958, chiếc xe "Chiến Thắng", chiếc xe ô tô đầu tiên của người Việt làm ra mang biển số QS-0001 chính thức rời xưởng, tuy nhiên đây chỉ là mẫu thử nghiệm chứ chưa từng được sản xuất đại trà. Ở miền Nam, phải tới năm 1969, chiếc La Dalat mới được hãng xe Citroën của Pháp chế tạo dựa trên mẫu mã của chiếc Méhari và chiếc Baby Brousse với tỷ lệ nội địa hóa 25% (các bộ phận chính như máy, tay lái, bộ nhún, bộ thắng, khung xe thì vẫn phải nhập).
Năm 1957, mức sản xuất công nghiệp miền Bắc đã vượt đến 2,7 lần mức sản xuất trong năm 1955 và khôi phục lại được mức sản xuất cao nhất thời Pháp thuộc (năm 1938). Tổng sản lượng công nghiệp trong thời kỳ 1955-60 ước tính tăng 37% mỗi năm.
Trong Kế hoạch 5 năm 1961-1965, công nghiệp được Nhà nước ưu tiên đầu tư vốn để phát triển. Trong công nghiệp nặng, xây dựng xong khu gang thép Thái Nguyên có công suất 20 vạn tấn/năm, các nhà máy nhiệt điện Uông Bí, thủy điện Thác Bà, phân đạm Bắc Giang, supe phosphat Lâm Thao... Trong công nghiệp nhẹ, có các khu công nghiệp Việt Trì, Thượng Đình (Hà Nội), các nhà máy Vạn Điểm, sứ Hải Dương, pin Vạn Điền, dệt 8-3... Công nghiệp quốc doanh chiếm tỉ trọng 93,1% trong tổng giá trị sản lượng công nghiệp toàn miền Bắc, giữ vai trò chủ đạo trong nền kinh tế quốc dân. Ở địa phương, có hàng trăm xí nghiệp được xây dựng để hỗ trợ cho công nghiệp trung ương và giải quyết nhu cầu tại chỗ.
Tính chung, sản lượng công nghiệp nặng năm 1965 tăng 3 lần so với 1960, công nghiệp quốc doanh chiếm tỷ trọng 93% tổng giá trị sản lượng công nghiệp miền Bắc. Công nghiệp nhẹ và thủ công nghiệp giải quyết 80% nhu cầu hàng tiêu dùng thiết yếu của nhân dân. Xây dựng 100 cơ sở sản xuất mới và nhiều nhà máy, khu công nghiệp được mở rộng. Đến năm 1965 đã xây dựng được 1.132 xí nghiệp công nghiệp quốc doanh. Nhiều khu công nghiệp phát triển và hình thành ở Hà Nội, Hải Phòng, Việt Trì, Thái Nguyên, Nam Định, Vinh, Hồng Quảng. Các ngành điện, chế biến cơ khí và khai thác mỏ đã được xúc tiến mạnh. Về ngành điện lực, cho đến năm 1965 đã xây xong 40 nhà máy điện (so với 5 nhà máy có trước năm 1954), nâng tổng điện lực cung cấp cao hơn 3,4 lần. Các ngành cơ khí nhẹ như chế biến máy bơm và các ngành cơ khí chính xác sơ bộ đã được thúc đẩy mạnh với kết quả là vào năm 1965 trên toàn miền Bắc đã thiết lập được 148 nhà máy chế biến cơ khí
| Sản xuất bình quân đầu người một số mặt hàng công nghiệp 1960-1975 | Sản xuất bình quân đầu người một số mặt hàng công nghiệp 1960-1975 | Sản xuất bình quân đầu người một số mặt hàng công nghiệp 1960-1975 |
|                                                                    | 1960                                                               | 1975                                                               |
| ------------------------------------------------------------------ | ------------------------------------------------------------------ | ------------------------------------------------------------------ |
| Than (kg)                                                          | 161,2                                                              | 210,7                                                              |
| Điện lực (Kwh)                                                     | 15,9                                                               | 54,6                                                               |
| Gang sắt (kg)                                                      | 0,5                                                                | 3,9                                                                |
| Xe đạp (cho 1000 người)                                            | 1,4                                                                | 2,5                                                                |
| Xi măng (kg)                                                       | 25,3                                                               | 15,1                                                               |
| Giấy (kg)                                                          | 0,35                                                               | 0,87                                                               |
| Diêm quẹt (gói)                                                    | 11,4                                                               | 6,9                                                                |
| Chiếu                                                              | 0,33                                                               | 0,32                                                               |
| Vải, lụa (mét)                                                     | 6,0                                                                | 4,4                                                                |
| Nước mắm, nước chấm (lít)                                          | 2,3                                                                | 2,3                                                                |
| Đường (kg)                                                         | 2,0                                                                | 0,8                                                                |
| Thuốc lá (gói)                                                     | 4,6                                                                | 10,6                                                               |
| Bột giặt                                                           | 0,3                                                                | 0,35                                                               |

Sang thời kỳ 1965-1975, giai đoạn không quân Mỹ tiến hành oanh tạc, mức tăng trưởng công nghiệp giảm mạnh, chỉ còn 3.9% mỗi năm. Xét riêng giai đoạn 1960-1975 thì ngoài công nghệ nặng như than, điện lực, gang sắt tăng 2-8 lần, mức tăng trưởng cho các mặt hàng khác khá khiêm tốn. Bình quân đầu người một số mặt hàng tiêu dùng như chiếu, vải, diêm quẹt lại sụt giảm. Giai đoạn này, thay vì khuếch đại đầu tư vào các công trình mới, đường lối phát triển công nghiệp đặt trọng tâm vào việc bảo tồn thiết bị sẵn có và nâng cao năng suất để duy trì mức sản xuất. Để đối phó với các đợt bỏ bom của Mỹ, chính phủ đã bố trí, phân tán công nhân và thiết bị vào các vị trí bí mật với quy mô nhỏ rải rác khắp nơi. Tổng sản lượng công nghiệp duy trì ở mức cố định cho đến năm 1970 và bắt đầu trở lại khuynh hướng gia tăng từ năm 1971 khi tình hình chiến tranh thuyên giảm. Số liệu chính thức cho thấy giá trị hàng công nghiệp tăng gấp ba lần từ năm 1960 đến 1975, nhưng vì các cơ sở sản xuất phải phân tán do chiến tranh và các tuyến vận tải bị đánh phá nên giá thành bị đẩy lên cao, không thể xuất khẩu ra thị trường quốc tế mà chủ yếu cung cấp cho nội địa. Trong thời gian 15 năm, xét về 17 mặt hàng công nghiệp đó thì ba thứ: điện, sắt, và bia là tăng gấp 3 lần hoặc hơn; sáu mặt hàng tăng ở mức thấp còn tám mặt hàng sản xuất lại giảm.
Tính tổng giai đoạn 1955-1975 thì giá trị tổng sản lượng công nghiệp năm 1975 tăng gấp 16,6 lần năm 1955, bình quân tăng mỗi năm 14,7%. Hầu hết các sản phẩm công nghiệp tính bình quân đầu người năm 1975 đã đạt mức cao hơn nhiều so với năm 1955, trong đó: điện gấp 13,8 lần, than 4,8 lần, xi măng 25,2 lần, giấy 14,5 lần, vải 4,8 lần, đường 4 lần. Năm 1975 miền Bắc đã có 1.335 xí nghiệp công nghiệp quốc doanh, tăng 323 xí nghiệp so với năm 1960. Một số ngành công nghiệp nặng có năng lực sản xuất khá lớn. Vị trí của công nghiệp trong tổng sản phẩm xã hội tăng từ 32,7% năm 1960 lên 42,6% năm 1975; thu nhập quốc dân từ 18,2% lên 28,7% trong 15 năm tương ứng.

### Giao thông vận tải
Đến cuối năm 1957, toàn miền Bắc đã khôi phục được 681 km đường sắt, khôi phục và xây dựng thêm 10.607 km đường ô tô. Các bến cảng (Hải Phòng, Hòn Gai, Cẩm Phả, Bến Thủy) được tu sửa và mở rộng, góp phần rất quan trọng trong giao lưu hàng hoá, phục hồi kinh tế.
Tuy nhiên, đến năm 1964, không quân Mỹ mở chiến dịch đánh phá ác liệt nên các cơ sở giao thông, cầu cống... bị phá hoại nghiêm trọng.

### Thủ công nghiệp
Đến năm 1957, miền Bắc đã có gần 460.000 người tham gia sản xuất thủ công nghiệp (gấp 2 lần số thợ thủ công năm 1941, là năm phát triển cao nhất thời Pháp thuộc); cung cấp 58,8% sản phẩm tiêu dùng trong nước.
Giai đoạn này, thủ công nghiệp cũng theo các khuôn mẫu trên lập ra hợp tác xã. Tính đến năm 1960 thì 87,9% các hộ dân nghề đã vào hợp tác xã. Một hậu quả mà Đảng nhìn nhận về quá trình đó là một số nghề truyền thống mất hẳn. Hơn nữa vì các nghề thủ công mang nhiều tính cách buôn bán kiểu tư sản, sản phẩm sản xuất ra khi mất đi áp lực cạnh tranh thì phẩm chất và loại mẫu hàng cũng kém đi. Mãi đến năm 1986 thì thủ công nghiệp mới được khuyến kích trở lại để phát triển theo mô hình gia đình và các làng nghề truyền thống.

## Thương nghiệp

### Ngoại thương
| Xuất nhập khẩu của VNDCCH 1955-1958 | Xuất nhập khẩu của VNDCCH 1955-1958 | Xuất nhập khẩu của VNDCCH 1955-1958 |
| Năm                                 | Xuất khẩu (triệu đồng)              | Nhập khẩu (triệu đồng)              |
| ----------------------------------- | ----------------------------------- | ----------------------------------- |
| 1955                                | 2047,4                              | 2168, 6                             |
| 1956                                | 327,5                               | 339,5                               |
| 1957                                | 538,1                               | 756,9                               |
| 1958                                | 98,2                                | 118,8                               |

Ngoại thương của Việt Nam Dân chủ Cộng hòa gặp nhiều trở ngại ở cả ba khâu nguyên liệu, vận chuyển và sản xuất. Ngạch xuất khẩu vào thời điểm trước năm 1954 quy ra trị giá 96 triệu rúp Liên Xô, đến năm 1966 giảm xuống còn 90 triệu năm rồi tụt xuống 45 triệu năm 1967 khi Hoa Kỳ mở chiến dịch ném bom Miền Bắc. Xuất khẩu cao nhất xấp xỉ 100 triệu Rúp. Trong khi đó nhập khẩu riêng trong thời gian 1965-1967 đứng ở 974 triệu Rúp.
Than đá là món hàng chính xuất khẩu để đổi lấy ngoại tệ. Khi chiến cuộc càng tăng thì nhu cầu tiêu thụ than ở quốc nội cũng tăng khiến chính phủ đề nghị chuyển sang các mặt hàng khác như cà phê và trà. Ngoài mậu dịch trao đổi với các nước Xã hội chủ nghĩa, Việt Nam Dân chủ Cộng hòa còn nhắm vào các thị trường Hương Cảng, Singapore và Campuchia để xuất khẩu.

### Mậu dịch quốc nội
| Lượng hàng tối đa được phép mua hàng tháng qua mậu dịch quốc doanh | Lượng hàng tối đa được phép mua hàng tháng qua mậu dịch quốc doanh | Lượng hàng tối đa được phép mua hàng tháng qua mậu dịch quốc doanh |
| Hàng                                                               | 1962                                                               | 1966-67                                                            |
| ------------------------------------------------------------------ | ------------------------------------------------------------------ | ------------------------------------------------------------------ |
| Gạo (kg/người)                                                     | 12                                                                 | 13 (10% ngô)                                                       |
| Thịt/mỡ (g/người)                                                  | 100                                                                | 300-500                                                            |
| Đường (kg/hộ)                                                      | 0,5                                                                | 0,5-1                                                              |

| Hàng hóa được phép mua vào dịp Tết qua mậu dịch quốc doanh 1962 | Hàng hóa được phép mua vào dịp Tết qua mậu dịch quốc doanh 1962 |
| Hàng                                                            | Mức quy định tối đa                                             |
| --------------------------------------------------------------- | --------------------------------------------------------------- |
| Gạo nếp (kg/người)                                              | 0,5                                                             |
| Thịt/mỡ (g/người)                                               | 500                                                             |
| Đậu xanh (g/người)                                              | 100                                                             |
| Thuốc lá (gói/hộ)                                               | 3                                                               |
| Rượu (lít/hộ)                                                   | 0,5                                                             |
| Chè khô (g/hộ)                                                  | 100-200                                                         |
| Mứt trái cây (kg/người)                                         | 0,5-1,0                                                         |

| Hàng hóa sản phụ và hài nhi được phép mua thêm tháng đầu tiên sau khi sanh nở qua mậu dịch quốc doanh 1962 | Hàng hóa sản phụ và hài nhi được phép mua thêm tháng đầu tiên sau khi sanh nở qua mậu dịch quốc doanh 1962 |
| Hàng | Mức quy định tối đa                                                                                        |
| --- | --- |
| Nước mắm (lít/người mẹ)                                                                                    | 1,0 |
| Thịt/mỡ (kg/người mẹ)                                                                                      | 1,0 |
| Đường (kg/mẹ và con)                                                                                       | 1,5 |
| Sữa đặc (lon/đứa con)                                                                                      | 2-4 |

Tổng mức bán lẻ hàng hóa xã hội năm 1975 so với năm 1955 tăng gấp 7,8 lần; kim ngạch xuất khẩu tăng 21,3 lần; kim ngạch nhập khẩu tăng 11,8 lần. Tỷ lệ xuất khẩu so với nhập khẩu tăng từ 9,1% năm 1945 lên 17,0% năm 1955; riêng thời kỳ 1958-1964 đạt tỷ lệ 63,7%.
Lấy năm 1957 làm gốc so sánh, Quỹ tiêu dùng nhân dân tính bình quân đầu người đã tăng 82,8%; thu nhập bình quân đầu người của gia đình công nhân viên chức tăng 48,5%; của gia đình xã viên hợp tác xã nông nghiệp tăng 73,8%.
Những số liệu thống kể về sản xuất rất khả quan nhưng xét về mức sinh hoạt và nhu cầu của người dân thì cuộc sống vẫn rất thiếu thốn vì hàng tiêu dùng khan hiếm (do phần lớn nguồn lực được đầu tư cho công nghiệp nặng, rồi sau lại được ưu tiên cho quân đội khi chiến tranh xảy ra). Tình trạng này diễn ra ngay từ trước khi chiến tranh ảnh hưởng đến các phương tiện sản xuất và phân phối. Các cửa hàng mậu dịch quốc doanh thống lĩnh thị trường nhưng số lượng được phép mua qua chế độ tem phiếu chỉ đủ tiêu dùng ở mức tối thiểu, thí dụ như trong trường hợp một mặt hàng căn bản là vải vóc. Mậu dịch quốc doanh chỉ cho mua 3 mét vải/năm cho mỗi người lớn (đủ may 1 bộ quần áo). Lượng hàng đã thấp, phẩm chất hàng hoá lại kém. Ai muốn mua hơn thì phải mua qua ngả chợ đen với giá cả gấp ba lần trở lên nếu có hàng.
Ngay những mặt hàng do nhà nước quy định mức phân phối, sản lượng cũng có khi không đủ. Trong trường hợp gạo, ấn định là 12 kg/người/tháng như chứng trong sổ gạo nhưng khi cửa hàng quốc doanh không có đủ gạo thì sẽ thay thế một phần bằng hoa màu khác như ngô, sắn. Người dân nhất là dân nông thôn thường phải xoay xở lấy về mặt lương thực.
Ngoài những nhu yếu phẩm, các mặt hàng khác cũng bị hạn chế như xe đạp, xe máy, thuốc men. Người mua dù có tiền cũng không mua được mà phải có giấy phép của nhà chức trách.

## Chiến tranh và viện trợ

### Sự tàn phá của chiến tranh
Bắt đầu từ năm 1964, Hoa Kỳ bắt đầu tiến hành chiến tranh không quân và hải quân chống Việt Nam Dân chủ Cộng hòa. Cuộc chiến tranh được Mĩ tiến hành chủ yếu bằng không quân và một bộ phận hải quân (2 tập đoàn không quân chiến thuật 7 và 12; tập đoàn không quân chiến lược Thái Bình Dương; 15/18 tàu sân bay; 62% tàu chiến của hạm đội 7). Thời kì cao nhất (1967 - 72), đã sử dụng 1.200 máy bay chiến thuật (chiếm 32% máy bay chiến thuật), gần 200 máy bay chiến lược B-52 (chiếm 50% máy bay chiến lược). Đã ném khoảng 1 triệu tấn bom, thả khoảng 22 nghìn quả mìn phong toả các cửa sông và ven biển, bắn trên 850 nghìn đạn pháo (với mật độ 6 tấn bom/1km2 và 45,5 kg bom trên đầu người ở Miền Bắc)
Thiệt hại vật chất Hoa Kỳ gây ra là rất lớn. Ước tính của Hoa Kỳ cho biết trong 4 năm của Chiến dịch Sấm Rền (1964 - đầu 1968), họ đã phá hủy lượng vật chất trị giá khoảng trên 600 triệu USD, tức mỗi năm khoảng 25% GDP của toàn miền Bắc đã bị Mỹ phá hủy. Trong Chiến dịch Linebacker năm 1972, 100% số nhà máy điện, 1.500/1.600 công trình thủy lợi, gần 100 km đê xung yếu bị hư hại nặng. Hầu hết cầu cống quan trọng và toàn bộ 6 tuyến đường sắt bị đánh hỏng. 3/6 thành phố lớn, 23/30 thị xã, 96/116 thị trấn, 3.987/5.788 xã, 350 bệnh viên, gần 1.500 bệnh xá, 1.300 trường học bị tàn phá, trong đó: 12 thị xã, hơn 300 xã, 10 bệnh viện, 11 ga xe lửa đầu mối bị hủy diệt hoàn toàn. Phải đến giữa năm 1974, Việt Nam Dân chủ Cộng hòa mới xây dựng lại được nền kinh tế với tổng sản lượng bằng mức năm 1965.

### Viện trợ
| Viện trợ của khối Xã hội chủ nghĩa cho VNDCCH (ước tính của Hoa Kỳ) | Viện trợ của khối Xã hội chủ nghĩa cho VNDCCH (ước tính của Hoa Kỳ) | Viện trợ của khối Xã hội chủ nghĩa cho VNDCCH (ước tính của Hoa Kỳ) | Viện trợ của khối Xã hội chủ nghĩa cho VNDCCH (ước tính của Hoa Kỳ) |
| Năm                                                                 | Viện trợ quân sự (triệu USD)                                        | Viện trợ kinh tế (triệu USD)                                        | Tổng cộng (triệu USD)                                               |
| ------------------------------------------------------------------- | ------------------------------------------------------------------- | ------------------------------------------------------------------- | ------------------------------------------------------------------- |
| 1970                                                                | 205                                                                 | 675-695                                                             | 880-900                                                             |
| 1971                                                                | 315                                                                 | 695-720                                                             | 1.010-1.035                                                         |
| 1972                                                                | 750                                                                 | 425-440                                                             | 1.175-1.190                                                         |
| 1973                                                                | 330                                                                 | 575-605                                                             | 905-935                                                             |
| 1974                                                                | 400                                                                 | 1.150-1.190                                                         | 1.550-1.590                                                         |
| 1970-74                                                             | 2.000                                                               | 3.520-3.650                                                         | 5.520-5.650                                                         |

Ngay từ năm 1957, thu nhập từ thuế của Việt Nam Dân chủ Cộng hòa không đủ cung cấp 50% chi tiêu ngân sách nhà nước. Khi cường độ cuộc chiến Việt Nam leo thang thì kinh tế Việt Nam Dân chủ Cộng hòa bị dao động mạnh. Chi phí cho chiến cuộc tiêu hao một phần rất lớn ngân sách. Những năm 1965-67, viện trợ của riêng hai nước Liên Xô và Trung Quốc chiếm 60% chi tiêu ngân sách. Khoản viện trợ kinh tế lên tới 68,9% ngân sách quốc gia năm 1968 và tình trạng phụ thuộc viện trợ kéo dài sang thập niên 1970. Vào thời điểm năm 1974, ngay trước khi chiến tranh kết thúc thì tổng thu nội địa chỉ trang trải 39,4% chi tiêu. Còn lại là 60,6% ngân sách nhà nước trông vào viện trợ kinh tế của khối xã hội chủ nghĩa.
Ngay từ tháng 7 năm 1955 trong chuyến sang Bắc Kinh, Hồ Chí Minh đã được Chu Ân Lai giao khoản viện trợ trị giá 88 triệu Nhân dân tệ để xây nhà máy xi măng Hải Phòng, trạm phát điện Hà Nội và xưởng dệt Nam Định. Liên Xô viện trợ 400 triệu Rúp (tương đương 100 triệu USD) để phục hồi và phát triển công nghiệp.
Nguồn viện trợ lớn nhất vào thập niên 1960 là Cộng hòa Nhân dân Trung Hoa. Ngoài ra Việt Nam Dân chủ Cộng hòa còn nhận viện trợ vật liệu cùng vũ khí để tiến hành chiến tranh. Tài liệu CIA của Hoa Kỳ đưa ra những con số ước tính trong biểu đồ. Còn theo thống kê của VNDCCH thì giá trị viện trợ họ nhận được thấp hơn nhiều so với ước tính của Mỹ. Ví dụ trong 2 năm 1973-1974, Hoa Kỳ ước tính viện trợ quân sự là 730 triệu USD, nhưng theo thống kê của VNDCCH thì thực tế chỉ có 330 triệu USD, bằng 40% so với ước tính của Mỹ. Tài liệu Cộng hòa Nhân dân Trung Hoa thì ghi nhận rằng 1971-1973 Bắc Kinh viện trợ cho Hà Nội chín tỷ nhân dân tệ. Theo Lê Đức Thọ thì viện trợ kinh tế của khối Xã hội Chủ nghĩa, gồm mọi hình thức cho vay lẫn không hoàn lại, mỗi năm xê dịch từ 270 triệu USD đến một tỷ USD.
Tổng cộng qua 20 năm, Liên Xô, Trung Quốc và các nước xã hội chủ nghĩa đã viện trợ cho Việt Nam Dân chủ Cộng hòa tổng khối lượng hàng hóa là 2.362.581 tấn; quy đổi thành tiền là hơn 7 tỉ rúp (tương đương 7 tỉ USD, trong đó hơn một nửa là viện trợ quân sự).

## Tiền tệ

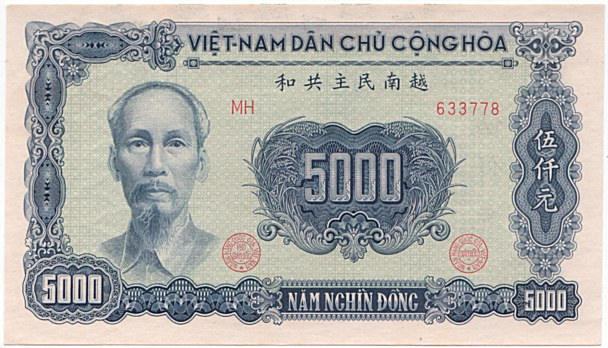
Mặt trước tiền giấy 5000 đồng, phát hành năm 1953

Ngày 31 tháng 1, 1946 chính quyền Việt Nam Dân chủ Cộng hòa cho phát hành tiền tệ riêng. Tiền này thay thế đơn vị đồng bạc Đông Dương piastre của chính quyền bảo hộ với giá trị tương đương 1:1.

### Đổi tiền 1951, 1953
Ngày 6 tháng 5, 1951 thành lập Ngân hàng Quốc gia. Cơ quan này lãnh phần phát hành tiền tệ đưa vào lưu hành một loạt tiền mới, tục gọi là "tiền ngân hàng". Tỷ giá là 1 đồng ngân hàng = 10 đồng tài chính Sang tháng 1 năm 1953 thì phá giá tiền cũ, ấn định lại là 1 đồng ngân hàng = 100 đồng tài chính.
Năm 1954 sau khi tiếp thu Hà Nội đồng tiền này đã trở thành tiền tệ chính thức của quốc gia mới. Hối suất với piastre lưu hành ở phía nam vĩ tuyến 17 là 32 đồng Bắc Việt Nam = 1 piastre hay đồng Nam Việt Nam.

### Đổi tiền 1959
| Giá trị đồng VNDCCH | Giá trị đồng VNDCCH      |
| Năm                 | Hối suất với 1 đồng VNCH |
| ------------------- | ------------------------ |
| 1955                | 30-32                    |
| 1959                | 70                       |

Ngày 28 tháng 2 năm 1959 Chính quyền phát lệnh đổi tiền, thay loạt tiền phát hành năm 1951 bằng loạt tiền mới với tỷ giá 1 đồng 1959 = 1000 đồng năm 1951. Đơn vị tiền tệ thay đổi theo tỷ lệ một đồng tiền mới ăn một nghìn đồng tiền cũ. Chính phủ quy định giá trị hàng hóa không thay đổi, nghĩa là một đồng tiền mới vẫn mua được số hàng giá trị bằng một nghìn đồng tiền cũ. Dù vậy khi triển khai, hậu quả lạm phát khiến giá cả tăng vọt vẫn diễn ra (thuật ngữ kinh tế gọi là Lạm phát do kì vọng: việc đổi tiền thường làm tâm lý dân chúng dao động, chuyển từ giữ tiền sang tích trữ hàng hóa, đẩy lạm phát lên cao dù thực chất cung tiền và chi phí sản xuất không tăng). Một lần nữa đồng tiền bị phá giá nhưng vẫn không kiềm chế được nạn lạm phát.
Theo lệnh ban hành thì việc đổi tiền không phân biệt các tầng lớp nhân dân có nhiều tiền hay có ít tiền. Để thu đổi được nhanh gọn, mỗi hộ được đổi ngay bằng tiền mặt tối đa là hai triệu đồng cũ để lãnh 2.000 đồng mới, số tiền còn lại thì trả bằng séc Ngân hàng. Trên giấy tờ thì quy định như trên nhưng thực chất số tiền ký thác không thể rút ra được. Chính sách kinh tế của nhà nước lúc bấy giờ là kiểm soát lượng tiền lưu thông và nắm quyền điều khiển số tiền thặng dư hầu tiến lên xã hội chủ nghĩa.

#### Tiến hành
Đài phát thanh loan tin lệnh đổi tiền từ 9 giờ sáng ngày 28 tháng 2 cho đến 5 giờ chiều ngày 2 tháng 3 thì chấm dứt. Thời gian ngắn ngủi được áp dụng theo chính quyền thì là để "ngăn chặn đầu cơ, tung tiền tích trữ hàng hóa", nhưng theo Harvey Henry Smith thì cũng triệt hạ tài sản tích lũy. Những người đi xa có tiền cất ở nhà mà không có điều kiện đổi kịp, thì phải báo cho cơ quan chính quyền hay Ngân hàng biết rõ để cấp giấy chứng nhận. Khi trở về, phải đến ngay Ngân hàng trình giấy chứng nhận để đổi.

### Tỷ giá hối đoái
| Giá trị đồng VNDCCH | Giá trị đồng VNDCCH |
| Năm                 | Hối suất với 1 Rúp  |
| ------------------- | ------------------- |
| 1955                | 735                 |
| 1957                | 308                 |
| 1961                | 3,27                |
| 1967                | 1,92                |

Tỷ giá hối đoái của Việt Nam Dân chủ Cộng hòa không thả nổi theo giá thị trường mà được ấn định theo cơ chế kinh tế chỉ huy. Vào thập niên 1950 chính quyền còn chỉ định tỷ giá hối đoá giữa tiền tệ của miền Nam Việt Nam ở phía nam vĩ tuyến 17 và Việt Nam Dân chủ Cộng hòa. Theo đó thì từ năm 1955 đến 1959, tiền của Việt Nam Dân chủ Cộng hòa mất 57,2% giá trị.
Đối với hai quốc gia mật thiết trao đổi hàng hóa với Miền Bắc thì hối suất cố định là 1,47 đồng VNDCCH = 1 Nhân dân tệ Trung Quốc còn với Rúp Liên Xô thì 735 đồng = 1 Rúp. Tỷ số này sau đổi thành 308 đồng = 1 Rúp. Tỷ giá hối đoái với tiền rúp Liên Xô được quy định lại vào năm 1961 là 3,27 đồng = 1 rúp rồi sang năm 1967 là 1,92 đồng. Theo chiều hướng đó hai chính phủ Liên Xô và VNDCCH muốn tăng cường năng lực bao cấp của nhà nước nhưng cũng có hậu quả tiêu cực là tình trạng nhập siêu vì hàng ngoại quốc càng thêm rẻ cho dù nó không phản ảnh sức mua thực của đồng tiền. Cũng theo lệ đó nhà nước ấn định hối suất đối với Đô la Mỹ là 3,53 đồng = 1 USD vào năm 1967.
Vào ngày 3 tháng 5 năm 1978, sau khi hoàn toàn thống nhất mọi mặt đất nước, đồng đã được thống nhất. 1 đồng mới = 1 VNDCCH = 0,8 Đồng Giải phóng.

## Liên kết
- Điều tra đời sống cư dân đô thị Bắc Việt Nam giai đoạn 1954-1975, Vũ Ngọc Tiến